# Tipografia União
A Tipografia União é um edifício histórico na cidade de Faro, na região do Algarve, em Portugal. Consiste numa tipografia que funcionou entre 1909 e 2013, tendo em 2016 começado o processo para a sua reconversão num museu.

## Descrição
O imóvel situa-se na zona histórica de Faro, conhecida como Vila Adentro, na porta 14 da Rua do Município, e anexo ao Paço Episcopal de Faro. No seu interior encontra-se uma antiga tipografia, encerrando um valioso espólio em termos de equipamentos de impressão dos séculos XIX e XX, constituindo assim um testemunho das alterações tecnológicas pelas quais passou esta indústria. Destaca-se também o seu conjunto de documentação, acervo que é considerado muito raro em território nacional.
No número 16 da mesma rua, situa-se um outro museu também dedicado à imprensa algarvia, o Núcleo Histórico da Imprensa de Gutenberg e do Pentateuco de Faro.

## História

### Funcionamento
A Tipografia União foi fundada pela Diocese do Algarve, e começou a funcionar em 1909, utilizando inicialmente material de impressão ainda do século XIX, prática comum na época, uma vez que equipamentos usados eram menos dispendiosos, prevendo-se a sua substituição por material mais recente conforme a editora fosse ganhando solidez financeira.
Ao longo da sua história mudou várias vezes de localização, tendo estado inicialmente situada no n.º 16 da Rua do Município, e na década de 1920 passou para o n.º 30 da Rua Tenente Valadim. Só voltou à Rua do Município em 1965, desta vez no n.º 14. Originalmente era utilizado na impressão do periódico Boletim do Algarve: Órgão Official da Diocese e Auxiliar do Ensino Religioso, tendo depois albergado a redacção do jornal da Diocese, a Folha de Domingo. A oficina encerrou em 2013.

### Conversão num museu
O processo para a conversão da antiga tipografia num museu iniciou-se em Outubro de 2016, por iniciativa da Direcção Regional de Cultura do Algarve, e em Julho de 2017 foi feita a primeira proposta neste sentido, no âmbito da apresentação de uma reprodução fac-similada de um Pentateuco, que foi o primeiro livro impresso em Faro e em território nacional, em 1487. Em 11 de Dezembro de 2020, foi assinado um acordo entre a Diocese do Algarve, a Câmara Municipal de Faro e a Universidade do Algarve, para a conversão do imóvel num museu, de forma a assegurar a preservação e valorização do seu importante espólio, que era considerado de grande interesse do ponto de vista da história da imprensa. Segundo a professora Alexandra Gonçalves, responsável pela coordenação do estudo da Universidade do Algarve para a formação do museu, «O que vamos fazer é o estudo que conduzirá à criação do Núcleo Museológico da antiga Tipografia União. Além da inventariação, vamos também fazer o levantamento e o estudo documental do que lá existe em torno da imprensa escrita e da história não só da Tipografia, mas também da cultura impressa no Algarve e em Faro». Acrescentou que «A história daquele espaço conta a história de uma região e de vários períodos que demonstram que culturalmente o Algarve teve uma relevância que é muito desconhecida da maior parte da população. Depois da inventariação, é pensar em como é que as narrativas de maior significado vão ser contadas ao público. Vamos tentar tornar a proposta o mais inclusiva e multisensorial, indo também ao encontro das novas tendências de museologia de interatividade». Sobre o espólio da antiga Tipografia União, afirmou que era composto por «máquinas tipográficas e prensas muito relevantes, com grande valor histórico e únicas. Mas também um acervo documental, tipos e toda uma base de maquinaria muito interessante». O reitor da Universidade do Algarve, Paulo Águas, explicou que o estudo lançado por aquela instituição não iria ser só «uma proposta de musealização, mas também de um acerto tipográfico pois Faro e o Algarve possuem histórias para contar», além um espaço de «mediação de opiniões e histórias, que não se estabelece apenas como um preservador de memórias, mas também como um promotor de novas ideias». Acrescentou que «através da equipa multidisciplinar, que integra investigadores de vários centros, vai desenvolver um trabalho de estudo, de inventário, de levantamento documental e de investigação que culminará na proposta da criação do Museu. A equipa pretende ir mais longe e fazer um modelo inclusivo, intergeracional, multisensorial, que seja um ponto de encontro entre cultura, escrita e religiões e que perspetive o futuro da impressão, respondendo aos desafios globais», e afirmou que esta intervenção iria fazer parte de um programa maior para o aproveitamento do ponto de vista histórico e cultural dos vários edifícios no centro histórico de Faro, como o Seminário e o Museu Marítimo Ramalho Ortigão, que iria tornar aquela área «num núcleo de cultura e conhecimento que deve ser o nosso ex-libris». O presidente da Câmara Municipal de Faro, Rogério Bacalhau, considerou o futuro museu como «história farense, que merece ser preservado e que a sua história seja contada para que todos nos possamos também orgulhar daquilo que fizemos e daquilo que somos». Já César Chantre, vigário geral da Diocese do Algarve, alertou para a situação do edifício, que se encontrava «em estado avançado de degradação», acrescentando que «Ou se toma conta imediatamente, ou então pode-se perder irreversivelmente aquele património muito rico em bens materiais, mas muitíssimo pobre em termos financeiros».
Em Setembro de 2013, a autarquia anunciou que iria arrancar o processo para a instalação do Museu da Imprensa de Faro na antiga tipografia. De acordo com um protocolo assinado com Diocese do Algarve, os direitos sobre o edifício iriam passar para a autarquia durante um período de 25 anos, durante os quais se comprometeria a «reabilitar o imóvel, com vista à instalação do Museu da Imprensa e à preservação de todo o acervo patrimonial a integrar na colecção». Segundo o comunicado da Câmara Municipal, já tinha sido concluída a primeira fase dos estudos da Universidade do Algarve para a reconversão do edifício, que consistiu na «recolha e inventariação do espólio documental e industrial, com a identificação de medidas de conservação e de preservação necessárias e orçamentação, trabalhos que decorreram com o apoio do Museu Municipal de Faro e a sua equipa técnica, num esforço multidisciplinar entre Museu, Biblioteca e Urbanismo e UAlg». Estes dados permitiram criar «um programa expositivo preliminar, com definição de conteúdos e sugestão de peças», tendo sido feita «uma proposta de espaços e funcionalidades, orçamentos e recursos». Informou igualmente que já tinha arrancado a segunda fase, relativa à elaboração de um «estudo de criação do Núcleo Museológico do Mundo da Imprensa a Sul, nomeadamente a conceptualização do local, investigação sobre o espólio e definição de uma narrativa expositiva. [...] Nesse sentido, serão feitas entrevistas e questionários para identificar o público-alvo deste espaço, bem como a definição de uma proposta de experiência a proporcionar na visita. Por seu turno, a autarquia já tinha iniciado o processo de «diagnóstico do estado do edifício e proposta de intervenção, inventário do espólio e organização da documentação da Folha de Domingo».